# Chambre de commerce et d'industrie du Tréport
La chambre de commerce et d'industrie du Tréport était l'une des sept CCI du département de Seine-Maritime. Son siège était au Tréport.
La CCI était un organisme chargé de représenter les intérêts des entreprises commerciales, industrielles et de service du nord de la Seine-Maritime et de leur apporter certains services. C'était un établissement public qui gère en outre des équipements au profit de ces entreprises.
En 2007, elle a fusionné avec la chambre de commerce et d'industrie d'Abbeville - Picardie maritime pour former la chambre de commerce et d'industrie du littoral normand-picard.

## Service aux entreprises
- Centre de formalités des entreprises
- Assistance technique au commerce
- Assistance technique à l'industrie
- Assistance technique aux entreprises de service
- Point A (apprentissage)

## Gestion d'équipements
- Port maritime du Tréport (concessionnaire du Département de la Seine-Maritime) ;
- Aérodrome d'Eu - Mers - Le Tréport.

## Centres de formation
- Centre consulaire de formation

## Historique
1889 : Création de la chambre de Commerce et d'Industrie du Tréport pour défendre les intérêts du port du Tréport et des industriels de la vallée de la Bresle qui se sentaient ignorés parce que trop éloignés des CCI de Dieppe et Rouen.
1933 : Création d'un organisme de formation.
1991 : Inauguration du bassin de pêche.
7 mars 2005 : Les Assemblées Générales de la chambre de commerce et d'industrie d'Abbeville - Picardie maritime et celle du Tréport ont confirmé le projet de créer la chambre de commerce et d'industrie du littoral normand-picard.
7 septembre 2007 : Disparition de la chambre au profit de celle de Littoral normand-picard.